# Josef Jarolím
Josef Jarolím (* 13. února 1958) je bývalý český fotbalista, záložník.

## Fotbalová kariéra
V lize odehrál 180 utkání a vstřelil 24 gólů. Hrál za Duklu Praha (1977–1978), Spartu Praha (1979–1988) a Spartak Hradec Králové (1988–1989). Se Spartou získal čtyřikrát titul mistra ligy (1984, 1985, 1987, 1988) a dvakrát vyhrál československý pohár (1980, 1984) V evropských pohárech startoval celkem 17x a vstřelil zde 4 branky – důležité byly především jeho góly do sítě Neuchâtel Xamax a FC Watford, které Spartě dopomohly k postupu do čtvrtfinále poháru UEFA v sezóně 1983/84.

## Ligová bilance
| Ročník                                   | Zápasy | Góly | Klub                       |
| ---------------------------------------- | ------ | ---- | -------------------------- |
| 1. československá fotbalová liga 1977/78 | 4      | 0    | Dukla Praha                |
| Česká národní fotbalová liga 1978/79     | -      | -    | VTJ Tábor                  |
| 1. československá fotbalová liga 1979/80 | 14     | 0    | Sparta Praha               |
| 1. československá fotbalová liga 1980/81 | 28     | 5    | Sparta Praha               |
| 1. československá fotbalová liga 1981/82 | 29     | 6    | Sparta Praha               |
| 1. československá fotbalová liga 1982/83 | 12     | 4    | Sparta Praha               |
| 1. československá fotbalová liga 1983/84 | 19     | 3    | Sparta Praha               |
| Česká národní fotbalová liga 1983/84     | 2      | 0    | DP Xaverov Horní Počernice |
| 1. československá fotbalová liga 1984/85 | 23     | 2    | Sparta Praha               |
| 1. československá fotbalová liga 1985/86 | 18     | 3    | Sparta Praha               |
| 1. československá fotbalová liga 1986/87 | 7      | 0    | Sparta Praha               |
| 1. československá fotbalová liga 1987/88 | 17     | 1    | Sparta Praha               |
| 1. československá fotbalová liga 1988/89 | 8      | 0    | Spartak Hradec Králové     |
| CELKEM 1. liga                           | 179    | 24   |                            |